# Коринфская война
Кори́нфская война́ (395—387 до н. э.) — военный конфликт в Древней Греции между Пелопоннесским союзом и коалицией четырёх союзных государств — Фив, Афин, Коринфа и Аргоса, которые первоначально были поддержаны Персией.
Причиной войны была враждебность ряда греческих полисов к Спарте, «вызванная экспансионизмом этого города в Малой Азии, центральной и северной Греции … и даже на западе».
Боевые действия велись главным образом в районе Коринфа (отсюда и название войны) и в Эгейском море. На суше спартанцы на начальном этапе одержали несколько побед, но не смогли развить успех. На море спартанский флот был разбит персидским, в результате чего Спарта отказалась от попыток стать морской державой. Благодаря этому Афины отбили ряд островов, которыми владели в V в. до н. э.
Но персы были встревожены успехами афинян и, опасаясь роста их могущества, стали поддерживать Спарту, что вынудило союзников искать мир. Война закончилась в 387 году до н. э. подписанием мирного договора, известного как Анталкидов мир. Война закрепила лидирующее положение Спарты в греческой политической системе и усилила влияние Персидской державы на греческие дела.

## Предыстория
См. также: Спартанская гегемония, Спартано-персидская война
Во время Пелопоннесской войны, которая закончилась в 404 до н. э., Спарта заручилась поддержкой многих греческих государств на материке и Персидской империи, а после войны под её контролем оказались и островные государства Эгейского моря. Однако уже вскоре после войны союзники и сателлиты Спарты начали проявлять недовольство по отношению к ней. Несмотря на то, что победа была достигнута совместными усилиями членов Пелопоннесского союза, одна лишь Спарта получила контрибуцию от побеждённых государств и платежи дани от бывшей Афинской державы. Союзники Спарты всё более отдалялись от неё. Когда в 402 до н. э. Спарта напала на Элиду, члена Пелопоннесского союза, который не выполнял союзнических обязательств в течение Пелопоннесской войны, Коринф и Фивы отказались послать войска на помощь Спарте.
Фивы, Коринф и Афины также отказались участвовать в экспедиции спартанцев в Ионию в 398 году до н. э. Фиванцы при этом ещё и помешали царю Агесилаю приносить жертву богам перед его отъездом. Несмотря на отсутствие армий этих государств, Агесилай довольно успешно воевал против персов в Лидии, достигнув Сард. Сатрап Тиссаферн был казнён из-за его неспособности остановить армию Агесилая, а его преемник, Тифравст, подкупил спартанцев, чтобы те двинулись на север, в сатрапию Фарнабаза. Агесилай так и сделал, но одновременно начал готовить большой флот.
Неспособный победить армию Агесилая, Фарнабаз решил вынудить того уйти из Малой Азии, создав угрозу господству спартанцев в Греции. Он послал родосца Тимократа, азиатского грека, чтобы тот привёз деньги в главные греческие города и путем подкупа демагогов  подстрекал их выступить против Спарты. Тимократ посетил Афины, Фивы, Коринф и Аргос и преуспел в том, чтобы убедить сильные фракции в каждом из этих государств начать проводить антиспартанскую политику. Фиванцы, которые и ранее демонстрировали свою антипатию по отношению к Спарте, обязались начать войну.

## Ранние события (395 год до н. э.)

### Начало военных действий
Фиванцы не хотели бросать вызов Спарте непосредственно и потому хотели ускорить войну, поощряя локрийцев взимать дань с территории, на которую претендовали и Локрида, и Фокида. В ответ фокидяне вторглись в Локриду и разорили её территорию. Локрийцы обратились к Фивам за помощью, и фиванцы вторглись в Фокиду. В свою очередь, фокидяне обратились к своему союзнику, Спарте, а спартанцы, получив предлог, чтобы наказать фиванцев, объявили всеобщую мобилизацию. Фиванское посольство было послано в Афины для того, чтобы просить поддержку афинян; афиняне проголосовали за то, чтобы помочь Фивам и заключили союз с Беотийским союзом, в котором главенствовали Фивы.
Согласно спартанскому плану войны, две армии — одна под командованием Лисандра, другая под командованием Павсания — должны были объединиться и напасть на члена Беотийского союза город Галиарт. Лисандру, прибывшему раньше Павсания, удалось убедить власти города Орхомена выйти из Беотийского союза, и орхоменцы тоже пошли в атаку на Галиарт. Там Лисандр погиб в битве после того, как его войска приблизились к стенам города. Итог битвы был неопределённый. Спартанцы понесли большие потери, но победили отряд фиванцев, преследовавший их до неудобной гористой местности, где фиванцы попали в невыгодное положение и потеряли около 200 человек. Павсаний, прибыв день спустя, забрал тела мёртвых спартанских воинов и возвратился в Спарту. Там он был подвергнут судебному преследованию за то, что был не в состоянии прибыть и поддержать Лисандра. Он сбежал в Тегею прежде, чем его бы признали виновным.

### Расширение антиспартанской коалиции
После этих событий и спартанцы, и их противники стали готовиться к более серьёзным военным действиям. В конце 395 года до н. э. Коринф и Аргос вступили в войну на стороне Афин и Фив. Союзный совет был сформирован в Коринфе для того, чтобы управлять делами этого союза. Союзники тогда отправили послов в малые государства Греции и получили поддержку многих из них.
Встревоженные этими событиями, спартанцы начали готовить армию против этого нового союза и послали гонца к Агесилаю с приказом вернуться в Грецию. Агесилай был очень разочарован, когда узнал о приказе из Спарты, ведь он планировал и далее продвигаться вглубь Азии, но отправился домой со своей армией. Он перешёл Геллеспонт (современные Дарданеллы) и направился в Грецию через Фракию.

## Война на суше и на море (394 год до н. э.)

### Битва при Немее
После заключения перемирия между Фивами и Фокидой (Фокида признала себя побежденной) союзники собрали большую армию в Коринфе. Спартанцы собрали значительные силы против армии коалиции. Армии встретились возле высохшего русла реки Немея в Коринфии, где произошло сражение, в котором спартанцы одержали победу. Как часто случалось в сражениях гоплитов, правые фланги обеих армий побеждали. Так, спартанцы побеждали афинян, в то время как фиванцы, аргивяне и коринфяне побеждали пелопоннесцев. Спартанцы затем напали на фиванцев, аргивян и коринфян, когда те возвращались после преследования побеждённых пелопоннесцев. Потери армии коалиции составили 2800 человек, а спартанцы и их союзники потеряли 1100 человек.

### Сражение при Книде
Следующим очагом войны стало море, где персы и спартанцы собрали большие флоты во время кампании Агесилая в Азии. Включив корабли государств Эгейского моря, Агесилай собрал флот из 120 триер и назначил его командующим своего шурина Писандра, который никогда раньше не командовал судами. Персы тем временем собрали объединённые финикийский, киликийский и киприотский флоты под командованием опытного афинского адмирала Конона, который захватил Родос в 396 году до н. э. Эти два флота встретились вблизи города Книда в 394 году до н. э. Спартанцы сражались отчаянно, особенно около корабля Писандра, но были, в конечном счете, побеждены, большинство их судов потонули или были захвачены. После этой победы Конон и Фарнабаз проплыли вдоль побережья Ионии, изгоняя спартанских наместников и гарнизоны из городов. Однако они не сумели взять хорошо укреплённые города Сест и Абидос.

### Битва при Коронее
К этому времени армия Агесилая, пройдя через Фессалию, где ей пришлось отбивать нападения фессалийцев, вступила в Беотию, где встретилась с армией антиспартанской коалиции. Армия Агесилая, состоявшая в основном из освобождённых илотов и наёмников из отряда Десяти тысяч, соединилась со спартанским отрядом, стоявшем в Орхомене, и с отрядом, переправленным через Коринфский залив. Две армии встретились друг с другом при Коронее. Как и при Немее, правые фланги двух армий побеждали левые. Фиванцы прорвали фронт, но остальные союзники были побеждены. Тогда фиванцы повернули назад, к лагерю, но тут их встретил Агесилай и наголову разгромил. Многие фиванцы были убиты при попытке прорваться к остальным союзникам. После этой победы Агесилай переплыл со своей армией на кораблях Коринфский залив и вернулся в Спарту.

## Дальнейший ход войны (393—388 года до н. э.)
События 394 года до н. э. показали, что спартанцы сильны на суше, но слабы на море. Государства коалиции были неспособны победить спартанскую фалангу в открытой местности, но сохраняли свой союз сильным и препятствовали продвижению спартанцев в Центральную Грецию. Спартанцы в следующие несколько лет пытались принудить выйти из войны или Коринф, или Аргос. Союзники, тем временем, стремились сохранить свой объединённый фронт против Спарты, в то время как Афины и Фивы использовали в своих интересах занятость Спарты, чтобы увеличить своё влияние в областях, где они традиционно доминировали (то есть, Афины стремились увеличить своё влияние на Эгейском море, а Фивы — в Беотии).

### Усиление Афин, партийная борьба в Коринфе
В 393 году до н. э. Конон и Фарнабаз приплыли в материковую Грецию, а затем совершили набег на побережье Лаконии и захватили остров Киферу, на котором оставили гарнизон и афинского наместника. После этого они приплыли в Коринф. Там они раздали деньги членам совета и убедили их показать персидскому царю, что они заслуживают его доверия. Фарнабаз тогда послал Конона с большой суммой денег и большей частью флота в Аттику, где флот участвовал в восстановлении Длинных стен от Афин до Пирея, проекте, который был начат Фрасибулом в 394 году до н. э. С помощью гребцов и рабочих, которым платили персидскими деньгами, постройка вскоре была закончена. Афины быстро использовали в своих интересах наличие флота, чтобы захватить острова Скирос, Имброс и Лемнос, на которых они установили клерухии.
Приблизительно в это же время вспыхнула партийная борьба в Коринфе между демократической и олигархической партиями. Демократы, поддержанные аргивянами, атаковали своих противников, и олигархов изгнали из города. Эти изгнанники пришли к спартанцам, находящимся на своей базе в Сикионе, с просьбой о помощи, в то время как афиняне и беотийцы прибыли, чтобы поддержать демократов. В ночной атаке спартанцы и изгнанники захватили Лехей, порт Коринфа в Коринфском заливе, и на следующий день одержали победу над армией, посланной против них. Антиспартанские союзники тогда попытались осадить Лехей, но спартанцы атаковали и прогнали их.

### Неудачные попытки заключить мир
В 392 году до н. э. спартанцы отправили посла, Анталкида, к сатрапу Тирибазу, надеясь склонить персов на свою сторону, сообщив им об использовании Кононом персидского флота для восстановления Афинской державы. Афиняне узнали об этом и послали Конона и нескольких других лиц, чтобы оправдаться перед персами. Они также уведомили об этом своих союзников — Аргос, Коринф и Фивы, которые тоже послали делегации к Тирибазу. На конференции спартанцы предложили мир, основанный на независимости всех государств. Это предложение было отклонено союзниками, поскольку Афины желали сохранить захваченные острова в Эгейском море, Фивы желали удержать контроль над Беотийским союзом, а у Аргоса уже были проекты по присоединению Коринфа. Конференция, таким образом, закончилась безрезультатно, но Тирибаз, встревоженный самостоятельными действиями Конона, арестовал его и тайно предоставил спартанцам деньги на восстановление их флота. Хотя Конон быстро сбежал, он умер уже вскоре после побега. Вторая мирная конференция была проведена в Спарте в том же самом году, но предложения, сделанные там, были снова отклонены союзниками из-за требования независимости всех греческих государств.
После неудачной конференции в Персии Тирибаз вернулся в Сузы, чтобы сообщить персидскому царю об этих событиях, а новый командующий, Струф, был отослан, чтобы принять командование. Струф преследовал антиспартанскую политику и побуждал их командующего в этой области, Фиброна, напасть на него. Фиброн какое-то время разорял персидскую территорию, но был убит наряду со многими его людьми, когда Струф заманил в засаду одну из его плохо организованных диверсионных групп. Фиброн позже был заменён Дифридом, который воевал более удачно, побеждая в маленьких стычках, и даже пленил зятя Струфа, но и он не достиг крупных успехов.

### Битва при Лехее и захват Коринфа
В Коринфе демократическая партия продолжала держать город в своих руках, в то время как изгнанники и спартанцы занимали город Лехей, из которого они совершили набег на сёла, расположенные рядом с Коринфом. В 391 году до н. э. Агесилай проводил кампанию в Коринфии, захватив несколько укреплённых пунктов и взяв большое количество пленных и добычи. В то время, как Агесилай находился в своём лагере, афинский полководец Ификрат с армией, почти полностью состоящей из легковооружённых войск и пелтастов (метателей копий), одержал решительную победу над спартанским отрядом, находящимся в Лехее. В битве Ификрат воспользовался нехваткой пелтастов в спартанском войске, чтобы неоднократно беспокоить нападениями их отряд, идущий по дороге, уничтожая спартанцев, пока те не запаниковали и не побежали. Агесилай возвратился домой вскоре после этих событий, но Ификрат продолжил свой поход и захватил обратно многие города, которые ранее были взяты спартанцами, хотя он не смог отвоевать Лехей. После этого он двинулся во Флиунт и Аркадию, решительно побеждая флиунтийцев и грабя территорию аркадян, когда те не захотели вступить с ним в бой.
После этой победы аргосская армия вступила в Коринф и заняла акрополь. Коринф был присоединён к Аргосскому государству.

### Дальнейшие кампании на суше
После побед Ификрата близ Коринфа больше крупных кампаний на суше здесь не проводилось. Военные действия продолжались в Пелопоннесе и на северо-западе Греции. Агесилай успешно воевал в Арголиде в 391 году до н. э., а затем спартанцы провели ещё две крупные экспедиции перед завершением войны.
В первой из них, в 389 году до н. э., спартанские экспедиционные силы переплыли Коринфский залив, чтобы напасть на Акарнанию, союзника антиспартанской коалиции. Поначалу акарнанцы избегали спартанских войск и прятались в горах, но Агесилай, в конце концов, заставил их принять бой, в котором акарнанцы были разбиты и понесли большие потери. После этого Агесилай приплыл домой через Коринфский залив. В следующем году акарнанцы заключили мир со спартанцами, чтобы избежать дальнейших вторжений.
В 388 году до н. э. Агесиполид повёл спартанскую армию против Аргоса. Так как аргосская армия не вышла против него, он какое-то время грабил сёла, а затем, после получения неблагоприятных предзнаменований, возвратился домой.

### Дальнейшие кампании на Эгейском море
После поражения при Книде спартанцы начали восстанавливать флот и, в борьбе с Коринфом, восстановили контроль над Коринфским заливом (392 год до н. э.). После отказа от мирных переговоров спартанцы в том же году послали небольшой флот под предводительством Экдика в Эгейское море для того, чтобы помочь олигархам, высланным с Родоса. Экдик приплыл в Книд и узнал, что демократы владеют гораздо большим количеством судов, чем он, и остался на Книде. Спартанцы тогда послали ему на помощь ещё один флот из Коринфского залива под командованием Телевтия. На Самосе Телевтий присоединил к своему флоту самосские корабли, отплыл в Книд и затем начал операцию против Родоса.
Встревоженные этими действиями спартанцев, афиняне послали флот из 40 трирем под командованием Фрасибула. Он, посчитав, что демократы на Родосе удержатся и без его помощи, поплыл в Геллеспонт. По пути он склонил несколько государств к дружбе с афинянами, затем в Византии сдал на откуп десятипроцентную пошлину с товаров, вывозимых с Чёрного моря, таким образом восстановив источник дохода, на который афиняне опирались в Пелопоннесской войне. После этого он приплыл на Лесбос, где при поддержке митиленцев победил спартанские войска, находившиеся на острове, и отвоевал много городов. Однако потом Фрасибул был убит жителями города Аспенда.
После этих событий спартанцы отправили нового командующего, Анаксибия, в Абидос. Какое-то время он успешно воевал с Фарнабазом и захватил много афинских торговых судов. Опасаясь потерять то, что им удалось приобрести на Геллеспонте, афиняне послали против Анаксибия Ификрата. Сначала военные действия заключались лишь в том, что две армии грабили территорию городов, ставших на сторону их противников, но затем Ификрат, угадав, где Анаксибий будет проходить, решил устроить ему засаду. Когда Анаксибий и его солдаты спускались с гор, где их ожидали Ификрат с его людьми, афиняне выскочили из засады и бросились на спартанцев, убив Анаксибия и многих других вражеских солдат.

### Эгина и Пирей
В 389 году до н. э. афиняне напали на остров Эгину (недалеко от берега Аттики). Спартанцы вскоре отбили нападение афинского флота, но афиняне продолжали осаждать главный город острова с суши. Спартанский флот приплыл под командованием Анталкида к Родосу, но был блокирован в Абидосе. Афиняне, тем временем, неудачно осаждали Эгину и после нескольких месяцев были отозваны.
Вскоре после ухода афинян из Эгины спартанский флот во главе с Горгопом заманил в засаду афинский флот около Афин, захватив при этом несколько судов. Афиняне в ответ тоже решили сделать засаду; Хабрий на пути к Кипру высадился на Эгине и из засады напал на эгинцев и их союзников спартанцев, убив многих из них, включая Горгопа.
Спартанцы тогда послали Телевтия на Эгину, чтобы тот командовал тамошним флотом. Заметив, что охрана афинского лагеря после победы Хабрия расслабилась и потеряла бдительность, он совершил набег на Пирей, захватив множество торговых судов.

## Анталкидов мир (387 год до н. э.)
Анталкид, тем временем, вступил в переговоры с Тирибазом и заключил с ним соглашение, по которому персы вступят в войну на стороне Спарты, если союзники откажутся заключить мир. Персы были недовольны действиями Афин, в том числе поддержкой ими кипрского царя Эвагора и египетского царя Ахориса, воевавших с Персией, и решили, что их политика ослабления Спарты и поддержки её врагов стала бесполезной. После побега из блокированного Абидоса Анталкид напал на маленький афинский отряд и победил его, а затем объединил свой флот с флотом из Сиракуз. С этим войском, которое ещё было увеличено судами, присланными сатрапами персидских областей, он приплыл в Геллеспонт, где заблокировал торговые маршруты, по которым в Афины поступало зерно. Афиняне, помнящие про их поражение из-за этого в Пелопоннесской войне двумя десятилетиями раньше, были вынуждены вступить в переговоры.
В этих условиях Тирибаз созывает в последних месяцах 387 года до н. э. мирную конференцию, на которой главные участники войны должны были обсудить условия мирного договора. В основу соглашения легло предложение персидского царя Артаксеркса II:
«Царь Артаксеркс считает справедливым, чтобы ему принадлежали все города Азии, а из островов — Клазомены и Кипр. Всем прочим же эллинским городам, большим и малым, — должна быть предоставлена автономия, кроме Лемноса, Имброса и Скироса, которые по-прежнему остаются во власти афинян. Той из воюющих сторон, которая не примет этих условий, я вместе с принявшими мир объявляю войну на суше и на море и воюющим с ними окажу поддержку кораблями и деньгами».
На мирной конференции в Спарте спартанцы с их властью, увеличенной угрозой персидского вмешательства, сделали так, чтобы все основные государства Греции приняли эти условия. Соглашение, в конечном счёте, заключённое, стало известно как Царский мир, говоря о влиянии персов, которое те оказали на заключение этого соглашения. Это соглашение было первой попыткой Всеобщего мира в греческой истории; согласно договору, все города должны были быть независимыми, а все союзы, кроме Пелопоннесского, — распущены. Контроль над соблюдением условий был возложен на Спарту, которая воспользовалась привилегированным положением. Под угрозой спартанской интервенции Фивы расформировали Беотийский союз, Аргосско-Коринфское государство распалось; Коринф, лишённый сильного союзника, был вновь принят в Пелопоннесский союз. После 8 лет борьбы Коринфская война была завершена.

## Итоги войны
После подписания мира два государства, ответственные за выполнение пунктов договора, Персия и Спарта, стали ещё могущественнее, чем были до войны. Персия, в дела которой теперь не вмешивались ни Афины, ни Спарта, закрепила свой захват восточной Эгеиды (бассейн Эгейского моря) и в 380 году до н. э. захватила и Египет, и Кипр. Спарта, тем временем, в её недавно восстановленном положении в греческой политической системе использовала в своих интересах пункт мирного договора об автономии греческих государств, чтобы разгромить любую коалицию, которую они воспринимали как угрозу. Мир в Греции продлился недолго. В 378 году до н. э. началась Беотийская война. Спартанская гегемония над материковой Грецией продлилась ещё шестнадцать лет после Анталкидова мира (до битвы при Левктрах).
Война также отметила начало подъёма Афин в греческом мире. Со стенами и восстановленным флотом афиняне теперь уже могли обратить внимание на другие государства. В состав Афинской державы вошли острова Лемнос, Имброс и Скирос, захваченные Кононом в ходе войны. Эти острова не имели большого политического значения, но использовались как важные стоянки судов на пути к Чёрному морю. К середине IV в. до н. э. Афины собрали конфедерацию эгейских государств, обычно известную как Второй афинский морской союз, возвратив, по крайней мере, часть того, что они потеряли с их поражением в 404 году до н. э.
Ионийские греки вновь оказались под властью Персии. Но если раньше материковые государства предпринимали попытки освободить их, что они и сделали в ходе греко-персидских войн, то после Коринфской войны никакое из балканских государств не делало попыток вмешаться. После столетия борьбы, Персия, наконец, управляла Ионией без чьего-либо вмешательства больше 50 лет до эпохи Александра Македонского.

### Первоисточники
- Ксенофонт. Греческая история
- Павсаний. Описание Эллады
- Диодор Сицилийский. Историческая библиотека

### Историография
на русском языке
- Ю. В. Андреев, Г. А. Кошеленко, В. И. Кузищин, Л. П. Маринович. История Древней Греции: Учеб. — М.: Высшая школа, 2001.
- Вэрри Дж. Войны античности от греко-персидских войн до падения Рима. — М.: Эксмо, 2009. — ISBN 978-5-699-30727-2.
- В. С. Сергеев. История Древней Греции. — СПб.: Полигон, 2002. — 704 с. — ISBN 5-89173-171-1.
- Холмс Р., Эванс М. Поле битвы. Решающие сражения в истории. — СПб.: Питер, 2009. — ISBN 978-5-91180-800-6.
- Шустов В. Е. Войны и сражения Древнего мира. — Ростов-на-Дону: Феникс, 2006. — 521 с. — ISBN 5-222-09075-2.
- Энглим С. и др. Войны и сражения Древнего мира. 3000 год до н. э. - 500 год до н. э. — М.: Эксмо, 2007. — ISBN 5-699-15810-3.

на английском языке
- Fine John V. A. The Ancient Greeks: A critical history. — Cambridge, MA: Harvard University Press, 1983. — ISBN 0-674-03314-0.
- Hornblower Simon. Corinthian War // The Oxford Classical Dictionary. — 3-е. — Oxford: Oxford University Press, 2003. — С. 391. — ISBN ISBN 0-19-860641-9.
- Perlman S. The Causes and the Outbreak of the Corinthian War // The Classical Quarterly 14. — Oxford: Oxford University Press, 1964. — С. 64—81.